# Stiphropella gracilis
Stiphropella gracilis là một loài nhện trong họ Thomisidae.
Loài này thuộc chi Stiphropella. Stiphropella gracilis được George Newbold Lawrence miêu tả năm 1952.